# Jüdische Gemeinde Wiesloch
Eine Jüdische Gemeinde in Wiesloch im Rhein-Neckar-Kreis im nördlichen Baden-Württemberg bestand bereits im Mittelalter, die Entstehung der neuzeitlichen jüdischen Gemeinde geht auf das 17. Jahrhundert zurück.

## Geschichte
Juden sind in Wiesloch erstmals 1348/49 im Zusammenhang mit den Judenverfolgungen nachgewiesen. Nach mehrmaligen Vertreibungen und Verfolgungen siedelten sich wieder in der Mitte des 17. Jahrhunderts jüdische Familien in Wiesloch an.
Die Gemeinde wurde 1827 dem Bezirksrabbinat Heidelberg zugeteilt. Im 19. und 20. Jahrhundert lebten die jüdischen Familien überwiegend vom Vieh-, Tabak- und Hopfenhandel sowie als Zigarrenfabrikanten und hatten für die Stadt große wirtschaftliche Bedeutung.

## Nationalsozialistische Verfolgung
Mit der Pauline-Maier-Straße wird die jüdische Oberin Pauline Maier aus Mannheim geehrt, die 1940 in der Wagner-Bürckel-Aktion nach Gurs deportiert wurde. Sie wurde mit ihren Patienten 1942 in Auschwitz getötet.
Das Gedenkbuch des Bundesarchivs verzeichnet 23 in Wiesloch geborene jüdische Bürger, die dem Völkermord des nationalsozialistischen Regimes zum Opfer fielen.

## Synagoge
In den Jahren 1837/38 wurde die neue Synagoge erbaut, es gab schon vorher eine Synagoge für Männer, „Männerschule“ genannt, und einen Betraum für Frauen, „Frauenschule“ genannt, die in verschiedenen Gebäuden untergebracht waren. Beim Novemberpogrom 1938 wurde die Synagoge in der Synagogengasse/Ecke Hauptstraße von SA-Männern verwüstet, in der Folgezeit zweckentfremdet genutzt und 1957 abgerissen. 
Eine Gedenktafel am früheren Eingang und eine Originalsäule im Ortsteil Baiertal (siehe Jüdische Gemeinde Baiertal) an der Ecke Mühlstraße/Pauline-Maier-Straße erinnern seit 1978 an das Gotteshaus und die verfolgten jüdischen Familien.

## Rituelles Bad
Ein rituelles Bad wird 1865 erstmals genannt. Es befand sich zwischen der heutigen Badgasse 10 und 12.

## Friedhof
Der jüdische Friedhof am Rande der Altstadt wird erstmals 1661 genannt. Er war ein Verbandsfriedhof auf dem seit dem 17. Jahrhundert die Toten der jüdischen Gemeinden aus dem ehemaligen kurpfälzischen Oberamt Heidelberg bestattet wurden.

## Persönlichkeiten
- Rositta Oppenheimer-Kramer († 4. Juni 1972): Überlebende des Holocaust, Mitglied des Oberrats der Israeliten Badens und Gründerin des jüdischen Altersheims in Heidelberg. Sie wurde am 7. November 1966 mit dem Bundesverdienstkreuz I. Klasse ausgezeichnet.

## Gemeindeentwicklung
| Jahr | Gemeindemitglieder |
| ---- | ------------------ |
| 1722 | 5 Familien         |
| 1748 | 7 Familien         |
| 1825 | 51 Personen        |
| 1857 | 70 Personen        |
| 1875 | 119 Personen       |
| 1880 | 125 Personen       |
| 1900 | 109 Personen       |
| 1910 | 125 Personen       |
| 1933 | 69 Personen        |